# جایزه مایلز فرانکلین

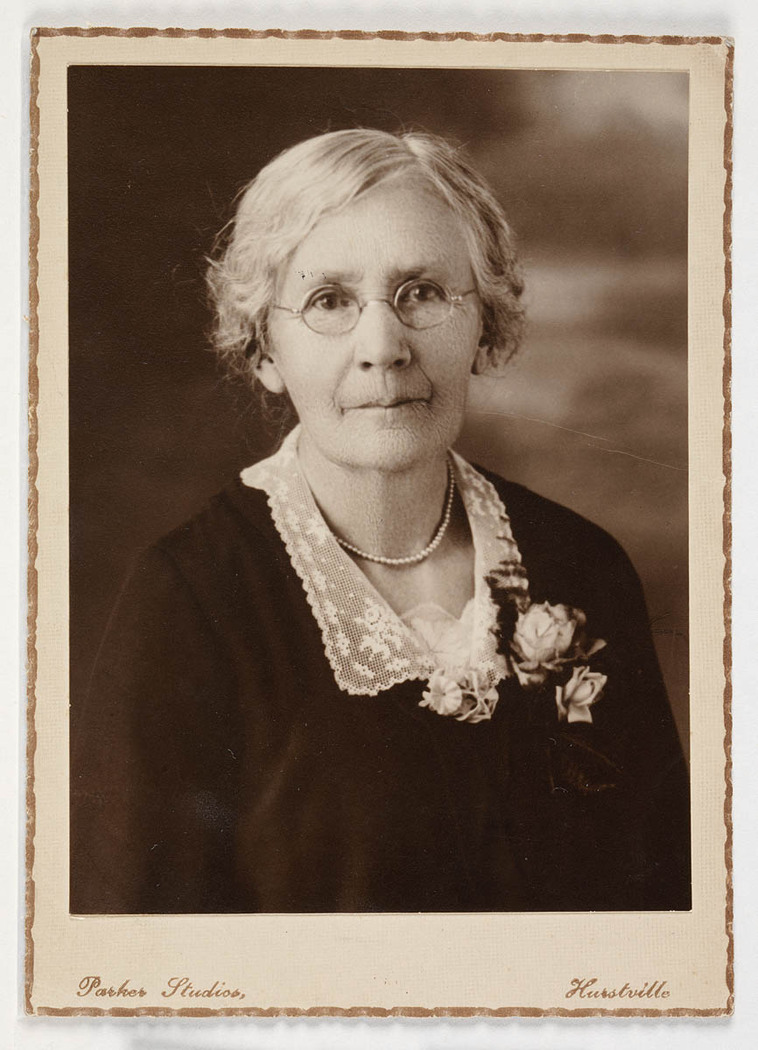
پرتره‌ای از بانو مایلز فرانکلین، پایه‌گذار این جایزه که بنابر وصیت خودش، املاک خود را وقف صندوق این جایزه نمود.

جایزه ادبی مایلز فرانکلین (به انگلیسی: Miles Franklin Award) جایزه‌ای سالانه است که هر سال به یک رمان‌نویس که بیشترین شایستگی ادبی را در پیشبرد شناسایی زندگی و فرهنگ استرالیا داشته باشد اهدا می‌گردد.
این جایزه بنابر وصیت مایلز فرانکلین نویسنده رمان عملکرد درخشان من (به انگلیسی: My Brilliant Career) که املاک خود را وقف صندوق این جایزه کرد، پایه‌گذاری شد.
جایزه ادبی مایلز فرانکلین از سال ۱۹۵۷ تاکنون هر ساله به نویسندگانی که با داستانهای خود در جهت شناخت بیشتر و بهتر زندگی و فرهنگ استرالیایی گام برداشته‌اند اهدا شده‌است. ارزش این جایزه در سال ۲۰۱۶ مبلغ ۶۰ هزار دلار برآورد شده‌است.

## برندگان
| سال  | نویسنده             | نام کتاب                      | ناشر                                     |
| ---- | ------------------- | ----------------------------- | ---------------------------------------- |
| ۱۹۵۷ | پاتریک وایت         | داس                           | انتشارات آیرِ اند اسپاتیس‌وود              |
| ۱۹۵۸ | رندولف تو           | بسوی جزیره                    | انتشارات مک‌دونالد                        |
| ۱۹۵۹ | ونس پالمر           | همکار بزرگ                    | انتشارات انگـُس اند رابرتسون              |
| ۱۹۶۰ | الیزابت اکانر       | مرد انگلیسی                   | انتشارات انگـُس اند رابرتسون              |
| ۱۹۶۱ | پاتریک وایت         | ارابه سواران                  | انتشارات آیرِ اند اسپاتیس‌وود              |
| ۱۹۶۲ | تیا استلی جورج ترنر | جستجوگر خوش‌پوش گنجهٔ زیر پلکان | انتشارات انگـُس اند رابرتسون انتشارات کَسل |
| ۱۹۶۳ | سامنر لاک الیوت     | مراقب باش، او گوش‌میده         | انتشارات هارپر                           |
| ۱۹۶۴ | جورج جانستون        | برادرم جَک                     | انتشارات هارپرکالینز                     |
| ۱۹۶۵ | تیا استلی           | بومیان آرام                   | انتشارات انگـُس اند رابرتسون              |
| ۱۹۶۶ | پیتر مَترز           | تله                           | انتشارات کَسل                             |
| ۱۹۶۷ | توماس کنیلی         | شوخی و قهرمانان را بیاور      | انتشارات کَسل                             |
| ۱۹۶۸ | توماس کنیلی         | سه مرتبه به سلامتی روح القدس  | انتشارات انگـُس اند رابرتسون              |
| ۱۹۶۹ | جورج جانستون        | تمیزکردن بی‌دلیل حصیر          | انتشارات هارپرکالینز                     |
| ۱۹۷۰ | دال استیونس         | اسبی از آسمان                 | انتشارات انگـُس اند رابرتسون              |
| ۱۹۷۱ | دیوید ایرلند        | اسیر صنعتی گمنام              | انتشارات انگـُس اند رابرتسون              |
| ۱۹۷۲ | تیا استلی           | دستیار                        | انتشارات انگـُس اند رابرتسون              |
| ۱۹۷۳ |                     | در این سال جایزه‌ای اهدا نشد.  |                                          |
| ۱۹۷۴ | رونالد مک‌کای        | درخت انبه                     | انتشارات هارپرکالینز                     |
| ۱۹۷۵ | زی‌ویر هربرت         | اشخاص فقیر کشورم              | انتشارات فونتانا                         |
| ۱۹۷۶ | دیوید ایرلند        | قایق شیشه‌ای                   | انتشارات مَکمیلن                          |
| ۱۹۷۷ | روس پارک            | شمشیرها، تاجها و حلقه‌ها       | انتشارات نلسون                           |
| ۱۹۷۸ | جسیکا اندرسون       | تیرا لیرا کنار رودخانه        | انتشارات مَکمیلن                          |
| ۱۹۷۹ | دیوید ایرلند        | زنی از آینده                  | انتشارات پنگوئن                          |
| ۱۹۸۰ | جسیکا اندرسون       | جاعلان هویت                   | انتشارات مَکمیلن                          |
| ۱۹۸۱ | پیتر کِری            | سعادت                         | انتشارات فابر اند فابر                   |
| ۱۹۸۲ | رادنی هال           | فقط روابط                     | انتشارات پنگوئن                          |
| ۱۹۸۳ |                     | در این سال جایزه‌ای اهدا نشد.  |                                          |
| ۱۹۸۴ | تیم وینتون          | کم عمق                        | انتشارات الن اند آنوین                   |
| ۱۹۸۵ | کریستوفر کوچ        | بدل                           | انتشارات چاتو اند وایندوس                |
| ۱۹۸۶ | الیزابت جولی        | چاه                           | انتشارات وایکینگ                         |
| ۱۹۸۷ | گلندا ادامز         | رقص بر روی مرجانها            | انتشارات وایکینگ                         |
| ۱۹۸۸ |                     | در این سال جایزه‌ای اهدا نشد.  |                                          |
| ۱۹۸۹ | پیتر کری            | اُسکار و لوسیندا               | انتشارات دانشگاه کوئینزلند               |
| ۱۹۹۰ | تام فلاد            | اُشینای خوب                    | انتشارات الن اند آنوین                   |
| ۱۹۹۱ | دیوید معلوف         | دنیای عظیم                    | انتشارات چاتو اند وایندوس                |
| ۱۹۹۲ | تیم وینتون          | همرفتی                        | انتشارات پنگوئن                          |
| ۱۹۹۳ | الکس میلر           | بازی نیاکان                   | انتشارات پنگوئن                          |
| ۱۹۹۴ | رادنی هال           | همسر وحشتناک                  | انتشارات مَکمیلن                          |
| ۱۹۹۵ | هلن دمی‌دنکو         | دستی که ورقه را امضاء کرد     | انتشارات الن اند آنوین                   |
| ۱۹۹۶ | کریستوفر کاچ        | بزرگراهی بسوی جنگ             | انتشارات هِین‌مان                          |
| ۱۹۹۷ | دیوید فوستر         | بیشه در بیشه                  | انتشارات وینتیج                          |
| ۱۹۹۸ | پیتر کری            | جک مگز                        | انتشارات دانشگاه کوئینزلند               |
| ۱۹۹۹ | موری بِیل            | اوکالیپتوس                    | انتشارات رندوم هاوس                      |
| ۲۰۰۰ | تیا استلی کیم اسکات | خشکزار بِننگ                   | انتشارات پنگوئن انتشارات فِرِمانتال        |
| ۲۰۰۱ | فرانک مورهاوس       | کاخ تیره                      | انتشارات ناف                             |
| ۲۰۰۲ | تیم وینتون          | موسیقی کثیف                   | انتشارات پیکادور                         |
| ۲۰۰۳ | الکس میلر           | سفر به سرزمین سنگ             | انتشارات الن اند آنوین                   |
| ۲۰۰۴ | شرلی هازارد         | آتش عظیم                      | انتشارات فَرا، استراوس اند گای            |
| ۲۰۰۵ | اندرو مک‌گاهان       | زمین‌سفید                      | انتشارات الن اند آنوین                   |
| ۲۰۰۶ | راجر مک‌دونالد       | تصنیفی از دزموند کیل          | انتشارات وینتیج                          |
| ۲۰۰۷ | الکسیس رایت         | کارپنتاریا                    | انتشارات جیراموندو                       |
| ۲۰۰۸ | استیون کارول        | زمانی را که در نظر گرفتیم     | انتشارات هارپرکالینز                     |
| ۲۰۰۹ | تیم وینتون          | نفس                           | انتشارات همیش همیلتون                    |
| ۲۰۱۰ | پیتر تمپل           | حقیقت                         | انتشارات تکست                            |
| ۲۰۱۱ | کیم اسکات           | رقص مرد مرده                  | انتشارات پیکادور                         |
| ۲۰۱۲ | آنا فاندر           | همه آنچه هستم                 | انتشارات همیش همیلتون                    |
| ۲۰۱۳ | میشل دِ کرسر         | پرسشهای سفر                   | انتشارات الن اند آنوین                   |
| ۲۰۱۴ | اِوی ویلد            | همه پرندگان آواز می‌خوانند     | انتشارات رندوم هاوس                      |
| ۲۰۱۵ | سوفی لاگونا         | چشم گوسفند                    | انتشارات الن اند آنوین                   |
| ۲۰۱۶ | اِی. اِس. پتریک       | سنگ سیاه، شهر سفید            | انتشارات ترنزیت لانژ                     |